# NGC 2260
NGC 2260 est un amas ouvert situé dans la constellation de la Licorne. Il a été découvert par l'astronome germano-britannique William Herschel en 1786.